# Центральный стадион имени Рашида Аушева
Центральный стадион имени Рашида Аушева — стадион в Назрани, предназначенный для проведения футбольных матчей и публичных мероприятий. Он открылся в 1996 году, имеет вместимость до 3500 зрителей. Является домашним для команды «Ангушт» из Назрани. В 2016 году был реконструирован.

## Стадион
Стадион располагается в Назрани по адресу улица Фабричная, дом 3. Вмещает до 3500 человек и предназначен для проведения футбольных матчей и публичных мероприятий.

## История
Центральный стадион в Назрани был открыт в 1996 году. После убийства в возрасте 30 лет заместителя Министра внутренних дел Ингушетии Рашида Аушева 22 апреля 1997 года было принято решение назвать стадион его именем.
В сезонах 2006 и 2013/2014 годов на стадионе имени Рашида Аушева играла домашние матчи команда «Ангушт Назрань» в рамках Первой лиги России по футболу.
Летом в 2016 году стадион был закрыт на реконструкцию в рамках большого проекта подготовки к проведению Кавказских игр. В рамках этого проекта были реконструированы множество объектов в Назрани. К осени работы по реконструкции были практически завершены.
В 2019 году на фоне финансовых трудностей клуба, стадион не смог получить лицензию на проведение матчей, из-за чего «Ангушт» играл домашние матчи в гостях.